# Coelops
Coelops és un gènere de ratpenats de la família dels hiposidèrids que inclou dues espècies.

## Taxonomia
- Ratpenat nasofoliat escuat (Coelops frithii)
- Ratpenat nasofoliat de Robinson (Coelops robinsoni)